# Nuoc-mâm

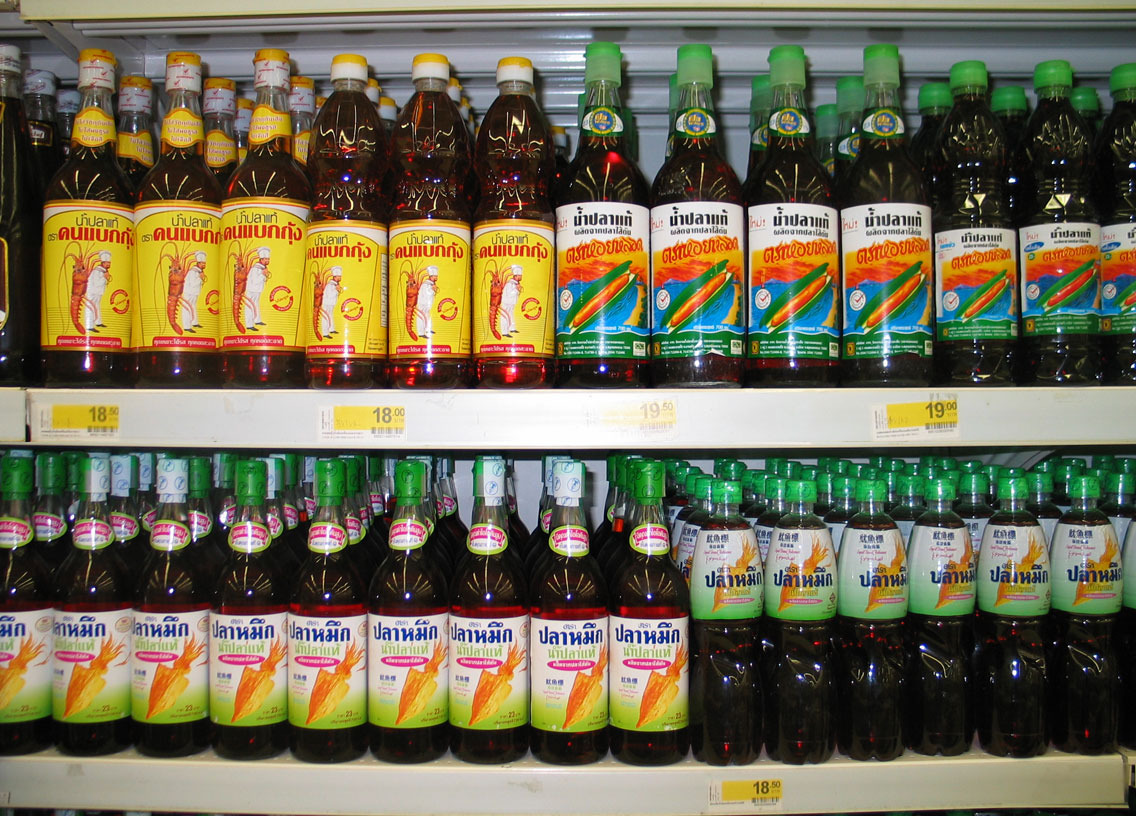
Sosuri thailandeze

Nuoc-mâm (nước mắm în vietnameză) este un sos pe bază de pește fermentat într-o saramură. Este cunoscut și sub numele de sos de pește, sauce de poisson (în franceză), fish sauce (în engleză), teuk trey (ទឹកត្រី) în khmeră, sau nam pla (în thailandeză). Este unul din principalele condimente folosite în bucătăriile vietnameză,  thailandeză, cambodgiană și  laoțiană.

## Istorie paralelă
Exista, în vremea romanilor, un sos popular numit garum sau liquamen, care avea, se pare, caracteristici similare cu nuoc-mâm.

## Fabricare

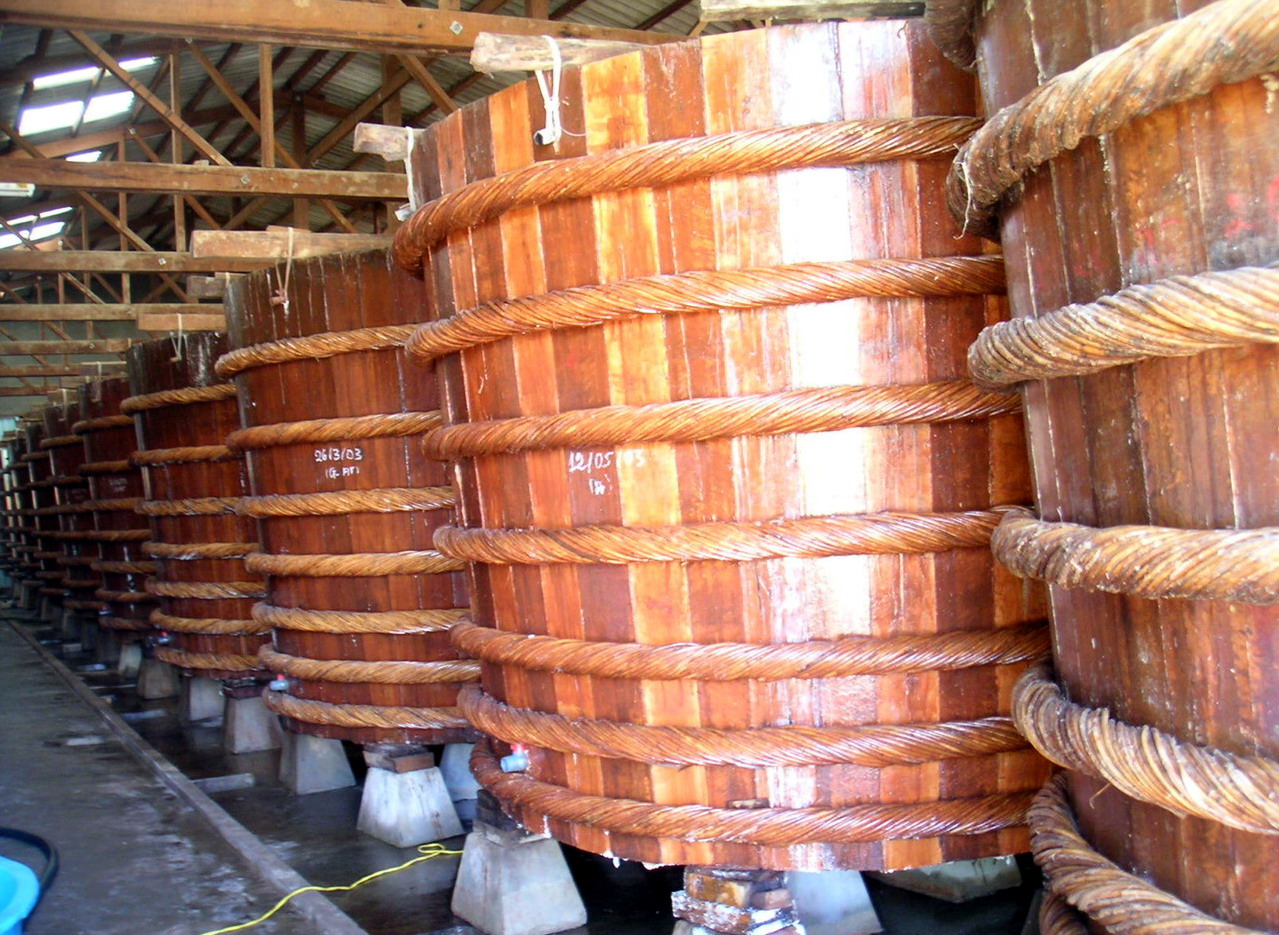
Cuve pentru fabricarea nouc-nâm-ului, la Phu Quoc.

În principiu, nuoc-mâm se obține prin presarea și filtrarea unei saramuri (15 kg de  sare și 100 kg de hamsii) macerate, în prealabil, timp de 12 luni în vase închise, la soare.
Varietatea și calitatea produsului depind de ingredientele de bază: există nuoc-mâm-uri pe bază de calmari sau pe bază de amestecuri de pești, însă cel mai căutat nuoc-mâm este cel fabricat pe bază de hamsii.
În afară de Vietnam, acest sos este fabricat în diferite țări din Asia de Sud-Est (Thailanda, Cambodgia, Laos). Prin diaspora vietnameză, acest produs și-a extins producția în Republica Populară Chineză și chiar în Senegal. Producția sosului nouc-mâm fabricat în insula Phu Quoc este protejată prin „denumire de origine controlată”, din anul 2001.

## Consum
Nuoc-mâm este unul dintre ingredientele esențiale ale bucătăriilor Asiei de Sud-Est, mai ales în Vietnam, în Thailanda, în Laos și în Cambodgia. Se poate compara utilizarea sa cu cea a sării alimentare în bucătăria europeană. Totuși, folosirea unui asemenea ingredient nu este doar o invenție a bucătăriei asiatice: încă în Antichitate, grecii și romanii consumau un sos analog, garumul.
Nuoc-mâm se utilizează:
- în timpul pregătirii unor alimente;
- la servirea mesei (nuoc-mâm dulce [nước chấm]): pur sau cu lămâie, apă, sirop de trestie, usturoi răzuit sau rizomi de ghimbir, proaspeți, curățați și tocați.